# アウトランダー (テレビドラマ)
『アウトランダー』は、ダイアナ・ガバルドン原作のアウトランダー・シリーズに基づく英米合同製作のファンタジー・テレビドラマシリーズである。

## 概要
1945年、第二次世界大戦の従軍看護婦だったクレア・ビーチャム・ランダルは、夫とスコットランドを旅行中、巨石により1743年に一人転送される。クレアはジャコバイトの反乱に巻き込まれ、ハイランダーのジェイミー・フレイザーに出会い、愛するようになる。クレアとジェイミーの前に、夫フランクの先祖でフランクそっくりではあるが邪悪なイングランド軍人ジョナサン・“ブラック・ジャック”・ランダルが現れ、たびたび二人を悩ませる。クレアは二つの時代をさまよいながら、フランクとジェイミーの二人の男を愛し、悲劇的な運命を避けようと努力する。その後、舞台は18世紀の独立戦争前のアメリカ大陸に移り、クレアとジェイミーの娘ブリアナやその恋人ロジャーも時代をさかのぼる。
最終シーズン8の製作が発表されている。
日本では、各シーズンがHuluで初配信されたのちにAXNで初放送されている。
| シーズン | 対応する原作                    | アメリカStarz放送開始日 | アメリカStarz放送開始日 | 日本Hulu配信開始日 | 日本AXN放送開始日 |
| -------- | ------------------------------- | ----------------------- | ----------------------- | ------------------ | ----------------- |
| 1        | 『時の旅人クレア』              | 2014年8月9日            | 2014年8月9日            | 2014年8月29日      | 2015年7月11日     |
| 2        | 『ジェイミーの墓標』            | 2016年4月9日            | 2016年4月9日            | 2016年4月22日      | 2016年6月4日      |
| 3        | 『時の彼方の再会』              | 2017年9月10日           | 2017年9月10日           | 2017年10月10日     | 2018年1月13日     |
| 4        | 『妖精の丘に再び』              | 2018年11月4日           | 2018年11月4日           | 2018年12月10日     | 2019年3月24日     |
| 5        | 『燃ゆる十字架のもとに』        | 2020年2月16日           | 2020年2月16日           | 2020年4月6日       | 2020年6月6日      |
| 6        | 『炎の山稜を越えて』            | 2022年3月6日            | 2022年3月6日            | 2022年6月7日       | 2022年10月1日     |
| 7        | 『遥かなる時のこだま』          | 前半                    | 2023年6月16日           | 2023年7月21日      | 2023年11月12日    |
| 7        | 『遥かなる時のこだま』          | 後半                    | 2024年                  |                    |                   |
| 8        | Written in My Own Heart's Blood |                         |                         |                    |                   |

## キャスト

### メイン
| 役名                                                           | 説明                                                                                                 | 俳優                         | シーズン | 声優       |
| -------------------------------------------------------------- | --- | ---------------------------- | -------- | ---------- |
| クレア・ビーチャム・ランダル（クレア・ビーチャム・フレイザー） | 第二次大戦終結後、18世紀にタイムスリップした元従軍看護婦                                             | カトリーナ・バルフ           | 1-       | 恒松あゆみ |
| ジェイミー・フレイザー                                         | 18世紀スコットランドのハイランダー。イングランド軍のお尋ね者                                         | サム・ヒューアン             | 1-       | 高橋広樹   |
| フランク・ランダル                                             | クレアの20世紀の夫。歴史学者                                                                         | トビアス・メンジーズ         | 1-4      | 速水奨     |
| ジョナサン・ランダル（ブラック・ジャック）                     | 18世紀イングランド軍の邪悪な大尉。フランクの先祖                                                     | トビアス・メンジーズ         | 1-3      | 速水奨     |
| コラム・マッケンジー                                           | スコットランドのマッケンジー氏族長。ジェイミーの母方の叔父                                           | ゲイリー・ルイス             | 1-2      | 森功至     |
| ドゥーガル・マッケンジー                                       | マッケンジー氏族の戦闘隊長。コラムの弟でジャコバイト                                                 | グレアム・マクタヴィッシュ   | 1-2, 7   | 黒田崇矢   |
| マータフ・フィッツギボンズ・フレイザー                         | ジェイミーの名付け親で盟友の兵士                                                                     | ダンカン・ラクロワ           | 1-5      | 村治学     |
| ゲイリス・ダンカン                                             | 地方検察官アーサーの妻でクレアの友人。実は20世紀のスコットランド独立運動家ジリアン・エドガース       | ロッテ・ファービーク         | 1-3, 7   | 丸山雪野   |
| ジャネット・フレイザー・マレー（ジェニー）                     | ジェイミーの姉でイアンの妻                                                                           | ローラ・ドネリー             | 1-3      | 舞山裕子   |
| イアン・マレー                                                 | ジェイミーの義兄でジェニーの夫                                                                       | スティーブン・クリー         | 1-4, 7   | 平川大輔   |
| タラン・マクウォーリー                                         | ウォッチ（非正規軍）のリーダー                                                                       | ダグラス・ヘンシュオール     | 1        | 中博史     |
| リアリー                                                       | ジェイミーに魅かれる娘                                                                               | Nell Hudson                  | 2-4, 7   |            |
| レーモン                                                       | パリの薬草店主                                                                                       | ドミニク・ピノン             | 2        |            |
| サン・ジェルマン伯爵                                           | ジェイミーとクレアの敵となるフランス貴族                                                             | スタンレー・ウィーバー       | 2        |            |
| チャールズ・エドワード・ステュアート                           | ジャコバイトを率いイングランド王位への復帰をもくろむ若僭王                                           | アンドリュー・ゴワー         | 2-3      |            |
| メアリー・ホーキンス                                           | パリ在住のイギリス人の娘。のちにブラックジャックの妻                                                 | ロージー・デイ               | 2        |            |
| マザー・ヒルデグランデ                                         | パリの慈善病院を仕切る尼僧                                                                           | フランシス・デ・ラ・トゥーア | 2        |            |
| ロヴァット卿サイモン・フレイザー                               | ジェイミーの祖父                                                                                     | クライヴ・ラッセル           | 2        |            |
| ロジャー・マッケンジー                                         | ウェイクフィールド牧師の甥、ゲイリスとドゥーガルの子孫                                               | リチャード・ランキン         | 2-       | 杉山紀彰   |
| ブリアナ・ランダル・フレイザー・マッケンジー                   | クレアとジェイミーの娘                                                                               | ソフィー・スケルトン         | 2-       | 早見沙織   |
| ジョン・グレイ                                                 | 少年のころジェイミーとクレアに助命されるイングランド貴族。後にアーツミュア刑務所長、ジャマイカ総督。 | デヴィッド・ベリー           | 3-       | 高橋英則   |
| ファーガス                                                     | ジェイミーとクレアに仕えるフランス人の孤児                                                           | セザール・ドンボーイ         | 3-       |            |
| マーサリ                                                       | ファーガスの妻となる女性、リアリーの娘                                                               | ローレン・ライリ             | 3-       |            |
| イアン・フレイザー・マレー                                     | ジェニーとイアンの末息子。ヤング・イアン。                                                           | ジョン・ベル                 | 3-       | 榎木淳弥   |
| レインズ船長                                                   | アルテミスの船長                                                                                     | Richard Dillane              | 3        |            |
| スティーブン・ボネット                                         | 盗賊                                                                                                 | エドワード・スペリーアス     | 4-5      |            |
| ジョカスタ・マッケンジー・キャメロン                           | ノースカロライナのリバーランに住むジェイミーの叔母                                                   | マリア・ドイル・ケネディ     | 4-       |            |
| ユリシーズ                                                     | ジョカスタの奴隷の執事                                                                               | コリン・マクファーレン       | 4-5      |            |
| フィードラ                                                     | ジョカスタの奴隷のメイド                                                                             | Natalie Simpson              | 4        |            |
| リジー                                                         | ブリアナの召使                                                                                       | Caitlin O'Ryan               | 4-       |            |
| ライオネル・ブラウン                                           | ブラウン家の男                                                                                       | Ned Dennehy                  | 5-6      |            |
| リチャード・ブラウン                                           | ライオネルの兄                                                                                       | Chris Larkin                 | 5-       |            |
| トマス・クリスティー                                           | アーツミュア刑務所でジェイミーと対立した、ノースカロライナの移民                                     | Mark Lewis Jones             | 6-7      |            |
| バード                                                         | チェロキーの酋長                                                                                     | Glenn Gould                  | 6        |            |
| ウィリアム(ウィリー)・ランサム                                 | 伯爵。ジョン・グレイの養子。実はジェイミーの実子。                                                   | Charles Vandervaart          | 7        |            |

### リカーリング
| 役名                                           | 説明                                                   | 俳優                                                | シーズン | 声優           |
| ---------------------------------------------- | ------------------------------------------------------ | --------------------------------------------------- | -------- | -------------- |
| ルパート・マッケンジー                         | マッケンジー氏族の一員。コラムとドゥーガルの従兄弟     | グラント・オルーク                                  | 1-3      | 谷昌樹         |
| アンガス・モール                               | マッケンジー家の従者                                   | スティーヴン・ウォルタース                          | 1-2      | 蜂須賀智隆     |
| ネッド・ガウアン                               | マッケンジー家に仕えるエジンバラ出身の弁護士           | ビル・パターソン                                    | 1-3      | 野島昭生       |
| グレンナ・フィッツギボンズ（ミセス・フィッツ） | リアフ城の家政婦長。後にマータフの義伯母となる         | アネット・バッドランド                              | 1-2      | 寺内よりえ     |
| ウィリー                                       | マッケンジー家の若い従者                               | フィン・デン・ハートック                            | 1        | 吉田ウーロン太 |
| ジャレッド・フレーザー                         | ジェイミーの従妹                                       | Robert Cavanah                                      | 2-3      |                |
| ルイ15世                                       | フランス王                                             | Lionel Lingelser                                    | 2        | 森田成一       |
| アレックス・ランダル                           | ブラックジャックの弟                                   | Laurence Dobiesz                                    | 2        | 岸尾だいすけ   |
| サンディ・トラバース                           | フランクの恋人                                         | Sarah MacRae                                        | 3        |                |
| ジョー・アバナーシー                           | クレアの医学校での友人                                 | Wil Johnson                                         | 3,5      |                |
| ウィロビー（イー・ティエン・チョウ）           | ジェイミーの仲間の中国人                               | Gary Young                                          | 3        |                |
| ジャンヌ                                       | エディンバラの売春宿の主人                             | Cyrielle Debreuil                                   | 3        |                |
| ジョン･クインシー･マイヤーズ                   | アメリカの開拓者                                       | Kyle Rees                                           | 4-6      |                |
| ウィリアム・トライオン                         | ノースカロライナ総督                                   | Tim Downie                                          | 4-5      |                |
| ダンカン・イネス                               | ジョカスタ・マッケンジー・キャメロンの夫               | Alastair Findlay                                    | 5        |                |
| ハミルトン・ノックス                           | ノースカロライナ軍中尉                                 | Michael Xavier                                      | 5        |                |
| ジェラルド・フォーブス                         | 富裕な弁護士                                           | ビリー・ボイド                                      | 5        |                |
| ウェンディゴ・ドナー                           | モホーク族の時間旅行者                                 | Brennan Martin                                      | 5,7      |                |
| アラン・クリスティー                           | トマス・クリスティーの息子                             | Alexander Vlahos                                    | 6-7      |                |
| マルヴァ・クリスティー                         | トマス・クリスティーの娘                               | Jessica Reynolds                                    | 6        |                |
| デンゼル・ハンター                             | クエーカー教徒の医者                                   | Joey Phillips                                       | 7        |                |
| レイチェル・ハンター                           | デンゼルの妹                                           | Izzy Meikle-Small                                   | 7        |                |
| サイモン・フレイザー准将                       | 大陸軍と戦うイギリス軍の准将でジェイミーのまた従兄     | アンガス・マクファーデン                            | 7        |                |
| ロブ・キャメロン                               | 20世紀でのブリアナの同僚                               | Chris Fulton                                        | 7        |                |
| バック・マッケンジー                           | モラグ・マッケンジーの夫でロジャー・マッケンジーの祖先 | グレアム・マクタヴィッシュ(S5) Diamaid Murtagh (S7) | 5,7      |                |

## あらすじ

### シーズン1のあらすじ
第二次大戦直後、従軍看護婦だったクレアは夫フランクとともにスコットランドを旅するが、偶然に巨石によりひとり18世紀に転送され、失敗する運命のジャコバイトの反乱に巻き込まれる。夫の先祖で邪悪なイングランド軍人ブラック・ジャックにつけ狙われ、逮捕を避けるためにハイランダーのジェイミーと結婚する。自分と同じ未来からの時の旅人であるゲイリス・ダンカンが魔女として火刑となる。夫への愛をあきらめて18世紀に残り、愛するようになったジェイミーの子を身ごもる。

### シーズン2のあらすじ
ジェイミーとクレアはパリに行き、フランス王がジャコバイトを援助するのを防ごうとする。ブラック・ジャックもパリに現れ、ジェイミーと決闘になってクレアはショックのあまり流産する。二人はスコットランドに戻り、ジャコバイト軍に加わって破滅的な敗北を避けようとするが失敗する。再び妊娠したクレアは一人で20世紀に戻り、ジェイミーはカロデンの戦いで死んだとあきらめる。フランクとアメリカに渡ってジェイミーの娘ブリアナを産み、20年後にスコットランドを再訪する。クレアはスコットランド独立運動家のゲイリス・ダンカンが過去へ旅立つのを目撃し、ジェイミーがカロデンの戦いで死ななかった事を知る。

### シーズン3のあらすじ
ジェイミーは囚人となるもかつて助命したジョン・グレイのはからいで出獄し、彼の親族との一夜の情事で息子ウィリーをもうけた後にスコットランドに戻り、密かに密輸業と独立運動に関わる。20世紀のアメリカでクレアはブリアナを育て上げ、フランクが交通事故で死んだ後、ゲイリス・ダンカンの子孫に18世紀でのジェイミーの居場所を知らされる。1969年を去り、過去へ戻りジェイミーに再会する。だがジェイミーは再びお尋ね者となり、誘拐された甥ヤング・イアンを追って二人は新大陸に渡る。火刑で死ななかったゲイリス・ダンカンが、スコットランド独立の予言を成就させるために未来に戻ってブリアナを殺そうとするが、クレアが殺して阻止する。

### シーズン4のあらすじ
クレア、ジェイミー、ヤング・イアンはジェイミーの叔母で富豪のジョカスタの住むノースカロライナで土地を得て定住してフレイザーズ・リッジと名付け、反政府勢力〈世直し団〉に加わっていたマータフと再会する。1970年、ブリアナはクレアとジェイミーが火事で死ぬ運命を警告するために18世紀のスコットランドに飛び、さらにアメリカに渡る。ドゥーガルとゲイリスの子孫でブリアナの恋人となったロジャーも後を追う。ブリアナはロジャーと結ばれた直後に盗賊のボネットに暴行され、父親の不明な息子ジェレマイアを出産する。ジェイミーとヤング・イアンはロジャーを暴行犯と勘違いして半殺しにしモホーク族に売り飛ばした後、誤りに気付いて救出するが、ヤング・イアンはモホーク族のもとに留まる。ロジャーはすべてを承知の上でブリアナに愛を誓う。

### シーズン5のあらすじ
ボネットが生きていることがわかり、フレイザー家の人々の心に影を落とす。ジョカスタはマータフをあきらめイネスと結婚する。ジェイミーはノースカロライナ総督トライオンとの約束に縛られて民兵軍を率いて〈世直し団〉と戦い、目の前でマータフの死を看取る。ブラウン家の娘と民兵の恋愛を巡り、フレイザー家はブラウン家の恨みを買う。ヤング・イアンがリッジに戻る。ジェレマイアを自分の子と信じるボネットはブリアナを誘拐するが、フレイザー家に奪回され、ブリアナに銃殺される。ロジャーとブリアナは20世紀に戻ろうとして失敗する。クレアはブラウン家に誘拐されて暴行を受け、フレイザー家はブラウン家の多数を殺して報復しクレアを奪回する。

### シーズン6のあらすじ
1773年、アメリカ独立戦争が近づく。クレアから未来を知らされたジェイミーは王党派と独立派の間で難しい立場におかれる。インディアンとの仲介人となってイギリス軍からの武器供与を行う。クレアは暴行事件を忘れるために薬物に依存する。ジェイミーの刑務所時代の知り合いのトマス・クリスティー家がリッジに移住してくるが、その娘マルヴァはジェイミーの子を宿したと虚偽の申告をしたのちに何者かに殺される。クレアとジェイミーは殺人の疑いで逮捕され、独立運動の混乱の中、ブラウン家により法廷のある町まで護送される。ヤング・イアンが途中でジェイミーを救出するも、クレアはウィルミントンで牢に入れられる。ブリアナとロジャーは、ジェレマイアがロジャーの子であると確信する。

### シーズン7のあらすじ
クレアを愛するトマスが虚偽の自白をしてクレアは釈放される。リッジの家は焼け落ちるも、クレアとジェイミーは無事生き延びる。アメリカ独立戦争から逃れ、ジェニーのもとにヤング・イアンを返すため三人でスコットランドに戻る途中、ジェイミーは大陸軍に徴用される。敵のイギリス軍にはジェイミーの息子ウィリーが加わっている。三人は、ジェイミーの又従兄の遺体を運びスコットランドに渡る。娘マンディの病気を治療するため、ブリアナとロジャーの一家は20世紀に戻り、スコットランドでラリーブロッホを買って住む。偶然に18世紀から渡って来たロジャーの祖先バック・マッケンジーに出会う。クレアからの手紙を盗み見したブリアナの同僚ロブ・キャメロンが、ジャコバイトの黄金を探すためにジェレマイアを誘拐して18世紀に渡り、ロジャーとバックもそれを追う。

## エピソード
| シーズン | シーズン | 話数 | 話数   | 放送期間      | 放送期間       |
| シーズン | シーズン | 話数 | 話数   | 初回放送      | 最終回放送     |
| -------- | -------- | ---- | ------ | ------------- | -------------- |
|          | 1        | 16   | 8      | 2014年8月9日  | 2014年9月27日  |
|          | 1        | 16   | 8      | 2015年4月4日  | 2015年5月30日  |
|          | 2        | 13   | 13     | 2016年4月9日  | 2016年7月9日   |
|          | 3        | 13   | 13     | 2017年9月10日 | 2017年12月10日 |
|          | 4        | 13   | 13     | 2018年11月4日 | 2019年1月27日  |
|          | 5        | 12   | 12     | 2020年2月16日 | 2020年5月10日  |
|          | 6        | 8    | 8      | 2022年3月6日  | 2022年5月1日   |
|          | 7        | 16   | 8      | 2023年6月16日 | 2023年8月4日   |
| 8        | 7        | 16   | 2024年 | TBA           |                |

### シーズン1
| 通算番号 | 番号 | タイトル                                    | 監督           | 脚本                              | 米国初放送日  | 視聴者数 |
| --- | ---- | ------------------------------------------- | -------------- | --------------------------------- | ------------- | -------- |
| 1 | 1    | "サセナッフ" "Sassenach"                    | ジョン・ダール | Ronald D. Moore                   | 2014年8月9日  | 0.72     |
| 第二次大戦の従軍看護婦だったクレア・ランダルは、5年間離ればなれだった夫フランクとスコットランドのインヴァネスに旅をする。クレアは巨石でのドルイドの儀式を目にし、不思議な音を聞いて巨石に手を当てると気を失い、地面に横たわって目覚める。クレアは18世紀のイングランド軍とスコットランドのハイランダー軍の争いに巻き込まれ、フランクそっくりのイングランド軍将校ブラック・ジャック・ランダルに襲われ、スコットランド軍に救われる。クレアはジェイミー・フレイザーに出会い、負傷の手当てをする。18世紀に来てしまったことに気付く。 |      |                                             |                |                                   |               |          |
| 2 | 2    | "リアフ城" "Castle Leoch"                   | ジョン・ダール | Ronald D. Moore                   | 2014年8月16日 | 0.89     |
| クレアはリアフ城に連れて来られ、城主のコラム・マッケンジーに謁見するが、イングランド軍の密偵と疑われる。謎めいた女性ゲイリス・ダンカンに出会う。クレアはインヴァネスの巨石に戻ろうとするが、コラムはクレアを治療者として城に置くことにする。 |      |                                             |                |                                   |               |          |
| 3 | 3    | "希望の光" "The Way Out"                    | Brian Kelly    | Anne Kenney                       | 2014年8月23日 | 1.00     |
| クレアは医療の技でマッケンジー氏族の信頼を勝ち得て自由になろうとする。村で悪魔憑きだとされた子供の患者を中毒と見破り救ったために、狂信的な神父を敵に回す。古くから語り継がれる時間旅行者についての伝説を耳にする。 |      |                                             |                |                                   |               |          |
| 4 | 4    | "ギャザリング" "The Gathering"              | Brian Kelly    | Matthew B. Roberts                | 2014年8月30日 | 0.84     |
| クレアは城での氏族の集会に紛れて逃げ出そうとするが、ジェイミーに説得されて戻る。クレアはコラムの弟のドゥーガルから一定の信頼を得て、地代を集める旅に治療師として同行することになる。 |      |                                             |                |                                   |               |          |
| 5 | 5    | "秘められた使命" "Rent"                     | Brian Kelly    | Toni Graphia                      | 2014年9月6日  | 0.95     |
| クレアはドゥーガルたちと地代集めの旅に出るが、実はそのついでにジャコバイトの反乱の軍資金も集めていることに気付く。反乱が失敗し多くのハイランダーが死んだ歴史を知っているため、クレアは阻止しようとする。 |      |                                             |                |                                   |               |          |
| 6 | 6    | "守備隊の指揮官" "The Garrison Commander"   | Brian Kelly    | Ira Steven Behr                   | 2014年9月13日 | 1.10     |
| クレアはドゥーガルと出掛け、赤軍服に職務質問をされ駐屯地へ向かう。そこでブラック・ジャック・ランダルと再会し、ジェイミーの酷い傷はブラック・ジャックの鞭打ちによるものだと知る。ランダルは暴力を用いてクレアに素性を明かすよう強要するが、クレアはドゥーガルに救われる。ランダルに抵抗するクレアを見て、ドゥーガルは彼女がイギリスからの密偵ではないと信じるようになる。 |      |                                             |                |                                   |               |          |
| 7 | 7    | "結婚の儀式" "The Wedding"                  | Anna Foerster  | Anne Kenney                       | 2014年9月20日 | 1.23     |
| 婚姻によりクレアを法的にスコットランド人にしてブラック・ジャックから守るため、結婚相手にジェイミーが選ばれる。ジェイミーは命にかけてもクレアを守っていくと誓う。クレアは戸惑いながらもジェイミーを愛するようになるが、未来においてきた夫フランクとの間で引き裂かれる思いをする。 |      |                                             |                |                                   |               |          |
| 8 | 8    | "2つの世界" "Both Sides Now"                | Anna Foerster  | Ronald D. Moore                   | 2014年9月27日 | 1.42     |
| 1945年、フランクはクレアを見つける望みを失いクレアが失踪した巨石の前に立つ。18世紀で、クレアも巨石の元に駆け寄り巨石の奥から響くフランクの声を聞く。だが巨石に触れる前にクレアはブラックジャックの部下に捕えられ巨石から引き剥がされ、20世紀のフランクも巨石の元を去る。フォート・ウィリアムに捕えられたクレアをブラック・ジャックが尋問し、強姦しようとしたその時、ジェイミーが窓から突入する。 |      |                                             |                |                                   |               |          |
| 9 | 9    | "報い" "The Reckoning"                      | Richard Clark  | Matthew B. Roberts                | 2015年4月4日  | 1.22     |
| ジェイミーはクレアを救い出すが、ハイランダーの掟である罰をめぐって揉める。城に戻ったジェイミーはコラムとドゥーガルの争いを仲裁する。リアリーはジェイミーを誘惑するもはねつけられ、二人に呪いをかける。 |      |                                             |                |                                   |               |          |
| 10 | 10   | "虫の知らせ" "By the Pricking of My Thumbs" | Richard Clark  | Ira Steven Behr                   | 2015年4月11日 | 0.86     |
| ジェイミーはサンドリンガム公爵に陳情してブラック・ジャックを告発し恩赦を得ようとする。ドゥーガルの妻が死んで彼の子を身ごもるゲイリスは喜ぶ。しかし次にゲイリスの夫が死に、クレアはゲイリスが毒殺したことを確信する。コラムはドゥーガルにゲイリスとの交際を禁じて遠くの領地に追放し、ジェイミーも同行することになる。リアリーの罠に掛かったクレアはゲイリスと共に魔女の嫌疑をかけられ逮捕される。 |      |                                             |                |                                   |               |          |
| 11 | 11   | "悪魔の印" "The Devil's Mark"               | Mike Barker    | Toni Graphia                      | 2015年4月18日 | 1.09     |
| クレアとゲイリスは魔女裁判にかけられる。ゲイリスはクレアをかばって自白し、火刑場へ連行される。クレアは、種痘の痕のあるゲイリスが未来からの時の旅人であると知る。クレアは自分もまた時の旅人であることをジェイミーに告白しジェイミーはそれを信じる。ジェイミーはクレアを巨石に連れて行き未来に戻そうとするが、クレアはジェイミーのもとに残る決断をする。 |      |                                             |                |                                   |               |          |
| 12 | 12   | "ラリーブロッホ" "Lallybroch"               | Mike Barker    | Anne Kenney                       | 2015年4月25日 | 1.11     |
| ジェイミーはクレアを故郷のラリーブロッホに連れて行き、気の強い姉ジェニーと衝突する。ジェイミーはかつてブラック・ジャックの男色の誘いを断って鞭打ちを受け、それを見た父親がショックで死んだことを語る。恩赦を待つジェイミーは巡察中のイングランド軍から隠れる。 |      |                                             |                |                                   |               |          |
| 13 | 13   | "新たな友" "The Watch"                      | Metin Hüseyin  | Toni Graphia                      | 2015年5月2日  | 1.04     |
| 非正規軍がラリーブロッホに来たため、ジェイミーは姉夫婦の従兄であるふりをする。クレアはジェニーの妊娠の異常に気付くが、秘密を守らされる。非正規軍に加わっていたイングランド軍の脱走兵ホロックスがジェイミーの正体を明かすとゆすったため、ジェニーの夫イアンに殺される。ホロックス殺しがばれ、ジェイミーとイアンは非正規軍の襲撃に加わらざるを得ない。ジェニーはクレアの助けで娘を産む。襲撃はイングランド軍に待ち伏せされ、イアンは負傷して戻るがジェイミーは捕えられる。                                                        |      |                                             |                |                                   |               |          |
| 14 | 14   | "捜索" "The Search"                         | Metin Hüseyin  | Matthew B. Roberts                | 2015年5月9日  | 1.08     |
| クレアとジェニーはジェイミーを探しに出る。ジェイミーが脱走したことがわかり、マータフが現れてクレアと探索を続ける。隠れて逃げるジェイミーに気付いてもらえるよう、クレアは歌手"サセナッフ"となりわざと目立つように旅をする。ドゥーガルが二人に気付き、ジェイミーは再び捕えられてウェントワース刑務所で絞首刑を待つ身だと教える。クレアは失敗したらドゥーガルと結婚する条件で、ジェイミーの奪還を試みるよう説得する。 |      |                                             |                |                                   |               |          |
| 15 | 15   | "ウェントワース刑務所" "Wentworth Prison"   | Anna Foerster  | Ira Steven Behr                   | 2015年5月16日 | 1.01     |
| ブラック・ジャックがウェントワース刑務所に現れてジェイミーの絞首刑を延期させる。クレアはジェイミーを救うために侵入するが捕まる。ジェイミーは拷問により手を潰され、クレアを逃がす条件でブラック・ジャックにレイプされる。クレアはブラック・ジャックが死ぬ日を告げて呪う。マータフがジェイミーを救う計画があるという。 |      |                                             |                |                                   |               |          |
| 16 | 16   | "魂をあがなう" "To Ransom a Man's Soul"     | Anna Foerster  | Ira Steven Behr & Ronald D. Moore | 2015年5月30日 | 0.98     |
| ジェイミーは救出されるが、拷問されレイプされた後遺症と記憶に苦しむ。クレアは死にたがるジェイミーの心をなんとか開く。二人はマータフと一緒にフランスに逃げ、クレアは若僭王チャールズ・エドワード・ステュアートと会ってカロデンの戦いの惨劇を避けようと計画する。クレアは妊娠しているとジェイミーに告げる。 |      |                                             |                |                                   |               |          |

### シーズン2
| 通算番号 | 番号 | タイトル                                                   | 監督              | 脚本                                | 米国初放送日  | 視聴者数 |
| --- | ---- | ---------------------------------------------------------- | ----------------- | ----------------------------------- | ------------- | -------- |
| 17 | 1    | "鏡の中にあるごとく" "Through a Glass, Darkly"             | Metin Hüseyin     | ロナルド・D・ムーア                 | 2016年4月9日  | 1.46     |
| クレアは1948年に戻る。妊娠を含めてフランクにすべてを打ち明け、ボストンに渡って結婚生活を続ける。18世紀で、クレアは、ジェイミーとマータフとともにフランスに着き、ジェイミーの従兄ジャレッドとサン・ジェルマン伯爵に会った時の事を回想する。 |      |                                                            |                   |                                     |               |          |
| 18 | 2    | "スコットランドは彼方へ" "Not in Scotland Anymore"         | Metin Hüseyin     | Ira Steven Behr                     | 2016年4月16日 | 1.24     |
| 1745年、クレアとジェイミーはパリに落ち着き、表向きはジャレッドに雇われながら、ジャコバイトの乱を阻止しようとする。ジェイミーは若僭王チャールズ・エドワード・ステュアートに会い、クレアはルイ15世と大蔵大臣に拝謁しようとし、宮廷で二人はサンドリンガム公爵に再会する。クレアはサンドリンガム公爵の秘書であるブラック・ジャックの弟アレックスと会い、仇敵が存命であることを聞いて驚く。 |      |                                                            |                   |                                     |               |          |
| 19 | 3    | "すべては目的のために" "Useful Occupations and Deceptions" | Metin Hüseyin     | Anne Kenney                         | 2016年4月23日 | 1.21     |
| クレアは慈善病院を手伝う。ジェイミーとクレアは、チャールズが貴族から集めた資金をサンドリンガム公爵が管理していることを知る。クレアは、ブラック・ジャックが生きていることをジェイミーに話せない。 |      |                                                            |                   |                                     |               |          |
| 20 | 4    | "ラ・ダム・ブランシュ" "La Dame Blanche"                   | Douglas Mackinnon | Toni Graphia                        | 2016年4月30日 | 1.17     |
| クレアはついにブラック・ジャックが生きていることをジェイミーに話し、ブラック・ジャックへの復讐心でジェイミーは活力を取り戻す。クレアは毒を盛られ、サン・ジェルマンを疑う。サンドリンガム公爵の前でチャールズの評判を落とすため、クレアとジェイミーはディナーを催す。その晩、クレアの友人メアリー・ホーキンスが暴漢にレイプされる。 |      |                                                            |                   |                                     |               |          |
| 21 | 5    | "早すぎる再起" "Untimely Resurrection"                     | Douglas Mackinnon | リチャード・カーハン                | 2016年5月7日  | 1.13     |
| チャールズはサン・ジェルマンとジェイミーに手を組ませて資金を稼ごうとする。クレアはブラック・ジャックとメアリーの間にフランクの祖先が生まれる事を知り、婚約中のメアリーとアレックスの仲を割こうとする。ブラック・ジャックがベルサイユ宮殿に現れる。メアリーとの間に子をなすまではブラック・ジャックを傷つけないと、クレアはジェイミーに誓わせる。 |      |                                                            |                   |                                     |               |          |
| 22 | 6    | "破綻" "Best Laid Schemes..."                              | Metin Hüseyin     | Matthew B. Roberts                  | 2016年5月14日 | 1.03     |
| ジェイミーとマータフはサン・ジェルマン伯爵のワインの荷を盗ませ、チャールズの計画を妨害しようとする。ジェイミーがブラック・ジャックと出会って決闘し、傷を負わせたところで憲兵隊が二人を逮捕する。駆けつけた身重のクレアは出血して倒れる。 |      |                                                            |                   |                                     |               |          |
| 23 | 7    | "フェイス" "Faith"                                         | Metin Hüseyin     | Toni Graphia                        | 2016年5月21日 | 1.10     |
| クレアは娘フェイスを死産したのち産褥熱で死にかけるが、友人となった薬草店主レーモンに救われる。その後、ジェイミーがクレアとの約束を破り決闘を申し込んだのは、ブラック・ジャックがファーガスを犯そうとしたためだったことを知る。クレアはジェイミーの恩赦を王に願い、代償としてベッドを共にする。王の前でレーモンはサン・ジェルマンに毒を盛り、魔術の濡れ衣を着せる。釈放されたジェイミーとクレアはフェイスの墓を訪ね、スコットランドへ向かう。 |      |                                                            |                   |                                     |               |          |
| 24 | 8    | "予言者" "The Fox's Lair"                                  | Mike Barker       | Anne Kenney                         | 2016年5月28日 | 1.06     |
| ジェイミーとクレアはスコットランドに戻るが、ジャコバイトの乱を止められない事を知り、乱に参加して故郷と家族を守ろうとする。ジェイミーの祖父のラヴァット卿の助力を得ようとし、コラムとリアリーに再会する。 |      |                                                            |                   |                                     |               |          |
| 25 | 9    | "ジュ・スウィ・プレ" "Je Suis Prest"                       | Philip John       | Matthew B. Roberts                  | 2016年6月4日  | 0.94     |
| クレアとジェイミーは、ドゥーガルの軍に合流する。ジェイミーとマータフは新兵を訓練し、クレアは第二次大戦の体験を思い出す。ジェイミーとクレアは英国軍の斥候ウィリアム・グレイから英国軍の情報を聞き出す。 |      |                                                            |                   |                                     |               |          |
| 26 | 10   | "苦い酒" "Prestonpans"                                     | Philip John       | Ira Steven Behr                     | 2016年6月11日 | 0.82     |
| ジャコバイト軍が霧の中でイングランド軍を奇襲して勝つが、アンガスが負傷して死ぬ。 |      |                                                            |                   |                                     |               |          |
| 27 | 11   | "悪夢の真相" "Vengeance Is Mine"                           | Mike Barker       | ダイアナ・ガバルドン                | 2016年6月18日 | 0.86     |
| ジェイミーの一行はイングランド軍に包囲される。クレアは人質を装い、引き渡すかわりに一行は脱出を許される。サンドリンガム公爵の屋敷に連れて行かれたクレアは、公爵とその名付け子であるメアリー・ホーキンスに再会し、パリでメアリーを暴行したのは公爵の指示を受けた従者のダントンだったことを知る。公爵は王の寵愛を取り戻すため、クレアを使ってジェイミーを捕えようとする。ジェイミーとマータフは屋敷に侵入し、メアリーはダントンを殺し、マータフは公爵の首を落とす。 |      |                                                            |                   |                                     |               |          |
| 28 | 12   | "最後の願い" "The Hail Mary"                               | Philip John       | Anne Kenney and Ira Steven Behr     | 2016年6月25日 | 1.05     |
| ジェイミーはカロデンの戦いを避けようとするが失敗する。不治の病に冒されたアレックスは、自分の子を身ごもるメアリーと兄ブラックジャックを結婚させて亡くなる。死が近づいていることを悟ったコラムは、ゲイリスが処刑される前にドゥーガルの子を産んだことをクレアに教える。コラムは息子ハミシュが実はドゥーガルの子であることを知りながら後継者とし、ジェイミーを後見人に指名して亡くなる。 |      |                                                            |                   |                                     |               |          |
| 29 | 13   | "時を超えて" "Dragonfly in Amber"                          | Philip John       | Toni Graphia and Matthew B. Roberts | 2016年7月9日  | 1.15     |
| 1746年、クレアとジェイミーはカロデンの戦いを起こさないためにチャールズを殺そうとする。だが二人の話を立ち聞きしたドゥーガルは裏切り者としてジェイミーを殺そうとし、ジェイミーに殺される。クレアの妊娠に気付いたジェイミーは、子の安全のために巨石を通って未来に戻れと言う。 1968年、クレアと娘のブリアナはスコットランドでウェイクフィールド牧師の葬儀に出席し、牧師の養子のロジャーに会う。ブリアナは牧師の記録を調べて、母が3年間失踪していたことを知る。ブリアナはクレアを問い詰めて時間旅行の事を聞き出すが信じない。クレアはスコットランド独立派のジリアン・エドガースが、過去へ旅してゲイリス・ダンカンになる事を知る。クレアはロジャーがドゥーガルとゲイリスの子の子孫であると気付く。クレア、ブリアナ、そしてロジャーはジリアンが18世紀に旅するのを止めようとして巨石に向かうが間に合わない。ロジャーはクレアに、ジェイミーがカロデンで死ななかった事を教える。 |      |                                                            |                   |                                     |               |          |

### シーズン3
| 通算番号 | 番号 | タイトル                              | 監督                 | 脚本                              | 米国初放送日   | 視聴者数 |
| --- | ---- | ------------------------------------- | -------------------- | --------------------------------- | -------------- | -------- |
| 30 | 1    | "戦闘" "The Battle Joined"            | Brendan Maher        | ロナルド・D・ムーア               | 2017年9月10日  | 1.49     |
| 1746年、カロデンの戦いでジェイミーとルパートは生き残るがイングランド軍に捕えられ、ルパートは処刑される。指揮官のメルトンはかつてジェイミーが助命したジョン・グレイの兄であり、重傷を負ったジェイミーを殺さずに故郷へ送る。 1948年、妊娠したクレアはフランクと共にボストンに移り、やがて娘を出産する。 |      |                                       |                      |                                   |                |          |
| 31 | 2    | "面影" "Surrender"                    | Jennifer Getzinger   | Anne Kenney                       | 2017年9月17日  | 1.40     |
| 18世紀、ジェイミーは森に隠れ住む。イングランド軍はたびたび姉夫婦を訪れて尋問し、逆らうファーガスの手を切り落とす。ジェイミーは姉に密告させて逮捕され、報奨金を得られるようにする。 20世紀、ブリアナが生まれてクレアとフランクは距離を縮めるがジェイミーの面影が障害となる。クレアは唯一の女性として医学校に入る。 |      |                                       |                      |                                   |                |          |
| 32 | 3    | "アーツミュア刑務所" "All Debts Paid" | Brendan Maher        | Matthew B. Roberts                | 2017年9月24日  | 1.55     |
| 18世紀、ジェイミーはアーツミュア刑務所でスコットランド人の囚人のまとめ役をする。そこへ成長したジョン・グレイが刑務所長として赴任し、ジェイミーとの関係を築く。刑務所が閉鎖されてマータフら囚人は年季奉公人としてアメリカに送られるが、グレイはジェイミーをダンセーニ卿の領地ヘルウォーターで年季奉公させ、たびたび様子を見に行く。 20世紀、クレアは医学校を卒業して外科医となる。ブリアナが高校を卒業すると、フランクはクレアと離婚し、長年の恋人サンディと結婚してイギリスに戻ることを希望するが、交通事故で死ぬ。 |      |                                       |                      |                                   |                |          |
| 33 | 4    | "遠い人々" "Of Lost Things"           | Brendan Maher        | Toni Graphia                      | 2017年10月1日  | 1.59     |
| 18世紀、ジェイミーはダンセーニ卿に馬丁として仕える。卿の娘のジェニーヴァはジェイミーの正体を知って脅迫し、老伯爵と結婚させられる前に一夜を共にする。その後ジェニーヴァは産褥で死に、妻の不倫を知った夫は息子を殺そうとしてジェイミーに殺される。ジェニーヴァの妹のイゾベルはジェイミーが父親だと知る。数年後、息子ウィリーと自分が似すぎていることで真実が明らかになるのを恐れたジェイミーはヘルウォーターを去り、婚約したイゾベルとジョン・グレイが幼き伯爵の世話を引き受ける。 20世紀、クレアとブリアナはスコットランドでロジャー・マッケンジーとともにジェイミーのその後を調べ、アーツミュア刑務所に収監されたことを知るが、それ以上はわからずにボストンに戻る。 |      |                                       |                      |                                   |                |          |
| 34 | 5    | "自由とウイスキー" "Freedom & Whisky" | Brendan Maher        | Toni Graphia                      | 2017年10月8日  | 1.60     |
| 1968年のクリスマス、ジェイミーが1765年にエディンバラに居た情報を持ってロジャーがボストンを訪れる。ブリアナに背中を押されたクレアはスコットランドに渡り、1766年に旅してジェイミーに再会する。 |      |                                       |                      |                                   |                |          |
| 35 | 6    | "A・マルコム" "A. Malcolm"            | Norma Bailey         | Matthew B. Roberts                | 2017年10月22日 | 1.72     |
| クレアは、A.マルコムと名乗り印刷屋を営むジェイミーに再会し、再び結ばれる。クレアはブリアナの写真を見せ、ジェイミーは息子ウィリーのことを打ち明ける。ジェイミーはスコットランド独立を求める違法な書物を出版し、酒の密輸に携わり、売春宿に住む。クレアはイアンとジェニーの息子のイアンに会う。侵入者が部屋でクレアを襲う。 |      |                                       |                      |                                   |                |          |
| 36 | 7    | "すれ違い" "Crème de Menthe"          | Norma Bailey         | Karen Campbell                    | 2017年10月29日 | 1.52     |
| 侵入者は収税吏だとわかるが転んで頭を打ち、クレアの手当てのかいなく死ぬ。息子のヤング・イアンを探しに父のイアンがラリーブロッホからやって来るが、ジェイミーはヤング・イアンが自分のところで働いていることを隠す。ジェイミーの印刷店に収税吏が押し入って反逆の証拠を見つけ、ヤング・イアンと争いになる。失火して店は燃え落ち、ジェイミーがヤング・イアンを救い出す。 |      |                                       |                      |                                   |                |          |
| 37 | 8    | "ウソの代償" "First Wife"             | Jennifer Getzinger   | Joy Blake                         | 2017年11月5日  | 1.64     |
| ジェイミーはクレアとヤング・イアンを連れてラリーブロッホに帰る。クレアは、ジェイミーが子連れのリアリーと結婚していたことを知る。リアリーが発砲してジェイミーは傷つき、クレアがペニシリンで治療する。ネッド・ガウアンが和解を調停し、ジェイミーは和解金を払うためシルキー島から家宝を回収することにする。ヤング・イアンは怪我をしたジェイミーの代わりに泳いで島に渡るが、見知らぬ船に誘拐される。 |      |                                       |                      |                                   |                |          |
| 38 | 9    | "海を行く" "The Doldrums"             | David Moore          | Shannon Goss                      | 2017年11月12日 | 1.49     |
| ヤング・イアンを誘拐した船がジャマイカに向かったことを知ったクレアとジェイミーは、貿易船アルテミスに乗って後を追う。同船にはファーガスと、リアリーの娘マーサリが乗っており二人は結婚したと言う。腸チフスの蔓延したイギリスの軍艦ポーパスがアルテミスを停め、クレアが乗艦して感染を止める。ポーパスはクレアを乗せてアルテミスから離れる。 |      |                                       |                      |                                   |                |          |
| 39 | 10   | "すばらしき若者" "Heaven and Earth"   | David Moore          | Luke Schelhaas                    | 2017年11月19日 | 1.23     |
| クレアはポーパスの疫病をくい止める。そこでクレアは、ジェイミーがお尋ね者であることを知るレナード艦長がジャマイカで彼を逮捕させようしていることを知る。ポーパスが陸地に近づいた時、クレアは艦から飛び降り、空の樽につかまって逃げる。アルテミスでは、ジェイミーが船長に反抗してポーパスを追うことを主張して監禁される。ファーガスの説得で、ジェイミーは反抗しないと約束し解放される。 |      |                                       |                      |                                   |                |          |
| 40 | 11   | "未知の島" "Uncharted"                | Charlotte Brandström | Karen Campbell & Shannon Goss     | 2017年11月26日 | 1.40     |
| クレアは島にたどり着き、放浪して衰弱した末に神父に助けられ、人が消えるというジャマイカの洞窟のことを聞く。船長を失い、嵐で傷んだアルテミスは同じ島で修理を行う。クレアは鏡でジェイミーの注意を引いて再会する。神父がファーガスとマーサリを結婚させ、船はジャマイカに発つ。 |      |                                       |                      |                                   |                |          |
| 41 | 12   | "バクラ" "The Bakra"                  | Charlotte Brandström | Luke Schelhaas                    | 2017年12月3日  | 1.51     |
| 捕われたヤング・イアンはジャマイカに連れてこられ、バクラと名乗るゲイリスに会う。クレアとジェイミーもジャマイカに着き、イアンを探して奴隷市場でもめ事を起こし、奴隷を購入して収拾する。二人は新総督となっていたジョン・グレイに再会し、イアンを探す助けを約束される。クレアはゲイリスに会い、イアン探しを手伝うと言われる。ゲイリスはジェイミーの家宝の中にあったサファイアがジョン・グレイに贈られていたことを知る。サファイアに触れた占い師のマーガレット・キャンベルが、200才の子供が死んだときにスコットランド王が復活すると予言する。ゲイリスがイアンを捕えていると聞き、二人はゲイリスの屋敷に急ぐが、ジェイミーはレナード艦長に逮捕される。                   |      |                                       |                      |                                   |                |          |
| 42 | 13   | "新世界" "Eye of the Storm"           | Matthew B. Roberts   | Matthew B. Roberts & Toni Graphia | 2017年12月10日 | 1.43     |
| ジョン・グレイ総督がレナード船長に命じてジェイミーを釈放させる。クレアはゲイリスの屋敷でヤング・イアンを探して捕えられる。ゲイリスはクレアと話し、スコットランド王が復帰するために死ななければならない200才の子供とはブリアナのことであると気づく。ゲイリスは時の門のある洞窟に急ぎ、ヤング・イアンを生贄にささげて現代に戻ろうとする。ジェイミーはクレアを救い出し、二人は洞窟に急行してヤング・イアンを救い、クレアはゲイリスを殺す。一行は船でジャマイカを出航し帰郷しようとするが、船は嵐で難破する。海に落ちたクレアをジェイミーが救い、二人はジョージア植民地の浜にうちあげられる。                                                                           |      |                                       |                      |                                   |                |          |

### シーズン4
| 通算 話数 | シーズン 話数 | タイトル                                 | 監督               | 脚本                              | 放送日         | U.S.視聴者数 (百万人) |
| --- | ------------- | ---------------------------------------- | ------------------ | --------------------------------- | -------------- | --------------------- |
| 43 | 1             | "美しきアメリカ" "America the Beautiful" | Julian Holmes      | Matthew B. Roberts & Toni Graphia | 2018年11月4日  | 1.08                  |
| ノースカロライナ植民地で、ジェイミーとクレアはゲイリスから取り戻した宝石をスコットランドに戻る船賃に充てようとする。二人は処刑から逃げた盗賊のスティーヴン・ボネットを助ける。その後ファーガス、妊娠したマーサリとともにアメリカに留まることに決め、リバーランに住むジェイミーの叔母に会いに行く途中、ボネットと盗賊仲間に襲われて宝石や指輪を奪われ、仲間のレスリーは殺される。 |               |                                          |                    |                                   |                |                       |
| 44 | 2             | "植民地の法" "Do No Harm"                | Julian Holmes      | Karen Campbell                    | 2018年11月11日 | 0.87                  |
| ジェイミー、クレア、ヤング・イアンはリバーランに住むジェイミーの叔母のジョカスタのプランテーションに着く。盲目となっていたジョカスタはジェイミーを後継ぎに指名するが、ジェイミーは奴隷制を嫌うクレアのために奴隷を解放したいと言う。ジェイミーとクレアは、白人の監督者を襲い私刑を受けた奴隷を助ける。だが暴徒が押しかけて脅し、クレアは彼を安楽死させてから引き渡さざるを得なくなる。 |               |                                          |                    |                                   |                |                       |
| 45 | 3             | "新天地へ" "The False Bride"             | Ben Bolt           | Jennifer Yale                     | 2018年11月18日 | 0.86                  |
| ジェイミー、クレア、ヤング・イアンはリバーランを去り、住む場所を探して開拓者ジョン･クインシー･マイヤーズと旅に出る。夜、ジェイミーとはぐれたクレアは頭蓋骨と美しい石を拾い、インディアンの亡霊を見かける。靴を何者かに取られたクレアはその足跡をたどってジェイミーに再会する。頭蓋骨には銀の歯の詰め物があり、未来からの旅行者のものであるとわかる。1970年、ブリアナはノースカロライナでロジャーと旅をするが、プロポーズを断り二人は喧嘩をする。 |               |                                          |                    |                                   |                |                       |
| 46 | 4             | "境界線" "Common Ground"                 | Ben Bolt           | Joy Blake                         | 2018年11月25日 | 0.96                  |
| 総督の提案を受け入れ、ジェイミー、クレア、ヤング・イアンはフレイザーズ・リッジと名付けた広大な土地を得て住み始め、チェロキーと熊の脅威にさらされる。ジェイミーは熊に襲われて殺すが、追放されて気のふれたチェロキーの男であることを知る。チェロキーとは隣人として平和裏に暮らすことになる。1970年、ロジャーはジェイミーとクレアがノースカロライナに住んだ記録を見つけてブリアナに教える。後にロジャーは、二人が火事で死んだことも知るがブリアナには隠す。一方で、ブリアナは母に会うためにスコットランドに旅立っている。 |               |                                          |                    |                                   |                |                       |
| 47 | 5             | "相容れぬ者たち" "Savages"               | Denise Di Novi     | Bronwyn Garrity                   | 2018年12月2日  | 0.96                  |
| クレアは近所に住むミュラー家での出産を助けるが、直後に母子が麻疹で死ぬ。一家の長のゲルハルトはチェロキーの呪いのせいだと信じて、クレアが友人となったチェロキーの治療師を殺す。チェロキーは復讐にゲルハルトとその妻を殺し家を焼く。ジェイミーとヤング・イアンは入植者の募集に町に行くが、総督の重税のために集まらない。ジェイミーは鍛冶屋となっていたマータフに再会する。1971年、ロジャーは火事のことを知ったブリアナが両親を救うため、インヴァネスで巨石を通り過去に向かったことを知る。 |               |                                          |                    |                                   |                |                       |
| 48 | 6             | "父と息子" "Blood of My Blood"           | Denise Di Novi     | Shaina Fewell                     | 2018年12月9日  | 1.04                  |
| ジョン・グレイ卿がウィリーを連れてリッジにやってくる。マータフはウィリーがジェイミーの子であることに気づくが、秘密を守ると約束する。麻疹にかかったジョンをクレアが看護する間、感染を避けるためにジェイミーはウィリーを狩りと釣りに連れ出す。ウィリーはチェロキーの仕掛けから魚を取って怒りを買い、ジェイミーは身を賭して彼を守る。ジョンは回復してウィリーとともに去る。 |               |                                          |                    |                                   |                |                       |
| 49 | 7             | "運命のいたずら" "Down the Rabbit Hole"  | Jennifer Getzinger | Shannon Goss                      | 2018年12月16日 | 1.12                  |
| ブリアナはスコットランドを旅するが、足を痛めてリアリーに助けられる。ブリアナは父が死ぬ前の数日間のことを思い出す。リアリーはブリアナがクレアとジェイミーの娘であることを知って激怒し、ブリアナを魔女として逮捕させようとするが、リアリーの娘のジョアンはブリアナを連れ出してラリーブロッホに連れて行きイアンに会わせる。ブリアナはリジーを召使として抱え、アメリカへの船を予約する。20世紀、ロジャーはブリアナを追って巨石を通り18世紀に旅し、ボネットの船の船員となってアメリカに渡ろうとする。航海の途中、ロジャーは自分の祖先のモラグ・マッケンジーを助けようとして、ボネットと対立する。                                   |               |                                          |                    |                                   |                |                       |
| 50 | 8             | "ウィルミントン" "Wilmington"            | Jennifer Getzinger | Luke Schelhaas                    | 2018年12月23日 | 0.91                  |
| クレアとジェイミーは総督に招かれて訪れた劇場でジョージ・ワシントンに会う。ジェイミーはマータフを含む反政府勢力"世直し団"が罠にかけられていることを知り、ファーガスを送って警告する。 ウィルミントンでロジャーはブリアナと再会し結ばれるが、ロジャーが両親の死を黙っていたことでブリアナは怒り二人は別れる。その夜、ブリアナは母の指輪を取り戻そうとしてボネットにレイプされる。 |               |                                          |                    |                                   |                |                       |
| 51 | 9             | "愛する我が子" "The Birds & The Bees"    | David Moore        | Matthew B. Roberts & Toni Graphia | 2018年12月30日 | 1.01                  |
| ロジャーはボネットに強いられて船に乗りウィルミントンを離れる。リジーはブリアナがロジャーにレイプされたと勘違いする。ブリアナはジェイミーを見つけてクレアに再会し、リジーとともにフレイザーズ・リッジに来る。クレアはブリアナの妊娠とレイプ被害を知り、自分の指輪を持っているのを見てボネットがレイプ犯だと察知する。ロジャーはブリアナを追ってフレイザーズ・リッジに辿り着くが、リジーがブリアナのレイプ犯だと名指ししたためジェイミーに半殺しにされ、ヤング・イアンによりモホーク族に売り飛ばされる。 |               |                                          |                    |                                   |                |                       |
| 52 | 10            | "見えない心" "The Deep Heart's Core"     | David Moore        | Luke Schelhaas                    | 2019年1月6日   | 1.16                  |
| ロジャーはモホーク族に囚われになる。ブリアナは中絶を考えるがクレアに危険であると警告される。ブリアナは、リジーの誤解がもとでジェイミーがロジャーを半殺しにしたことを知る。ジェイミーはブリアナをレイプしたのがボネットであることを知る。ジェイミー、クレア、ヤング・イアンはロジャーを救いに行き、マータフは出産を決意したブリアナとリジーをジョカスタのプランテーションに連れて行く。モホーク族から逃げ出したロジャーは森で巨石を見つけ、元の時代に戻るべきか迷う。 |               |                                          |                    |                                   |                |                       |
| 53 | 11            | "希望と共に" "If Not For Hope"           | Mairzee Almas      | Shaina Fewell & Bronwyn Garrity   | 2019年1月13日  | 1.27                  |
| ロジャーは過去にとどまり、モホーク族に再び捕らえられる。ロジャーを探すジェイミーは自責の念に苦しむ。ジョカスタはパーティーでブリアナに夫を見つけようとする。ヴァージニアの領主となったジョン・グレイがパーティーを訪れ、ブリアナの妊娠を知る。ブリアナはジョンの男色行為を目撃し、安全な結婚相手としてジョンにプロポーズして受け入れられる。ウィルミントンに戻ったマータフはファーガスを反政府運動に巻き込もうとする。ボネットを見つけ捕えるが、自らも逮捕される。 |               |                                          |                    |                                   |                |                       |
| 54 | 12            | "神の意思" "Providence"                  | Mairzee Almas      | Karen Campbell                    | 2019年1月20日  | 1.27                  |
| ブリアナは処刑を待つボネットに対面して赦しを与える。ボネットは自分の子を身ごもっていると言うブリアナにダイアモンドを与える。そこにファーガスと仲間たちが来て、牢を爆破してマータフを救いだしボネットは生死不明となる。ロジャーはモホークに捕らわれていたアレクサンドレ神父に助けられて脱走するが、火の拷問にかけられた神父の元に戻り、炎を強めて苦しみを終わらせる。神父の恋人のモホーク族の女も炎に身を投じる。 |               |                                          |                    |                                   |                |                       |
| 55 | 13            | "立派な男" "Man of Worth"                | Stephen Woolfenden | Toni Graphia                      | 2019年1月27日  | 1.45                  |
| ジェイミー、クレア、ヤング・イアンはモホーク族と取引をしてロジャーを取り戻そうとするが、クレアがインディアンの亡霊を見た時に拾った石が呪われた予言者のものであることが災いして断られる。ヤング・イアンはロジャーの自由と引き換えに自分がモホーク族の元に留まることを決断し、ジェイミーとクレアに別れを告げる。クレアはブリアナのレイプと妊娠のことをロジャーに打ち明けてその選択に任せる。クレアとジェイミーはリバーランに戻り、男の子ジェレマイアを産んだブリアナに再会する。ロジャーも現れてブリアナへの愛を誓う。マータフはジョカスタと一夜を過ごす。ノースカロライナ総督はジェイミーに手紙を送り、マータフの逮捕を命じる。 |               |                                          |                    |                                   |                |                       |

### シーズン5
| 通算 話数 | シーズン 話数 | タイトル                                               | 監督               | 脚本                              | 放送日        | U.S.視聴者数 (百万人) |
| --- | ------------- | ------------------------------------------------------ | ------------------ | --------------------------------- | ------------- | --------------------- |
| 56 | 1             | "燃ゆる十字架" "The Fiery Cross"                       | Stephen Woolfenden | Matthew B. Roberts                | 2020年2月16日 | 0.82                  |
| フレイザーズ・リッジで、ロジャーとブリアナは結婚式を挙げる。ブリアナはボネットの生存を知る。ノースカロライナ総督はジェイミーを大佐とし、お尋ね者のマータフを探して逮捕するよう求め、逆らえば土地を取り上げると脅す。ジェイミーは燃ゆる十字架の前でスコットランド人の男たちに忠誠を誓わせ、ロジャーを大尉とする。ジェイミーは密かにマータフに会い、逃亡を勧める。ジョカスタはロジャーに、自分の財産をブリアナとの息子ジェレマイアに残すつもりだと語る。               |               |                                                        |                    |                                   |               |                       |
| 57 | 2             | "板挟み" "Between Two Fires"                           | Stephen Woolfenden | Toni Graphia & Luke Schelhaas     | 2020年2月23日 | 0.79                  |
| マータフら世直し団は役人たちにタールと羽根の私刑を行う。ジェイミーは職務に忠実なノックス中尉とともにマータフを捜索しながら、密かに囚われの団員を脱走させる。患者を救えなかったクレアはマーサリに医術を教え始め、ペニシリン製造を試みる。 |               |                                                        |                    |                                   |               |                       |
| 58 | 3             | "自由意志" "Free Will"                                 | Jamie Payne        | Luke Schelhaas                    | 2020年3月1日  | 0.77                  |
| ジェイミーは世直し団に対抗して民兵軍を結成し兵を募る、クレアとロジャーも加わる。ジェイミーとクレアは横暴な主人から逃亡してきた双子を救おうと寄り道をする。以前の妻たちを殺していた主人は卒中で倒れ、現在の妻ファニーに虐待されている。ファニーは不義の子を出産し、子を二人に託して失踪する。ジェイミーは主人を安楽死させる。 |               |                                                        |                    |                                   |               |                       |
| 59 | 4             | "大切な仲間" "Company We Keep"                         | Jamie Payne        | Barbara Stepansky                 | 2020年3月8日  | 0.76                  |
| ロジャーは民兵軍を率いてブラウンズヴィルの交易所に行き、妻子のある兵士とブラウン家の娘の恋愛のもめ事に巻き込まれる。ジェイミーとクレアはブラウン家に子を預け、密かに二人を逃がす。リッジの留守を預かるブリアナはボネットの生存を不安に思う。 |               |                                                        |                    |                                   |               |                       |
| 60 | 5             | "永久聖体礼拝" "Perpetual Adoration"                   | Meera Menon        | Alyson Evans & Steve Kornacki     | 2020年3月15日 | 0.73                  |
| ロジャーはブリアナがボネットのダイアモンドを隠し持っていたことを知って喧嘩となり、ボネットの生存を打ち明けられる。クレアはペニシリン製造に成功し、双子の扁桃炎を治療する。20世紀でペニシリンが効かず死なせた患者のことを思い出す。ジェイミーの民兵軍はヒルズバラに着いてノックス中尉に会い、トライオン総督が世直し団に恩赦を与えたと聞かされる。だがノックスはマータフを追い続けようとする。自分とマータフの関係を知られたジェイミーはノックスを殺し、リッジに帰る。 |               |                                                        |                    |                                   |               |                       |
| 61 | 6             | "我は燃えず輝く" "Better to Marry Than Burn"           | Meera Menon        | Stephanie Shannon                 | 2020年3月22日 | 0.82                  |
| ジェイミーとクレアはリバーランでジョカスタとイネスの結婚式に出席し、出席者からボネットの居場所を知らされる。夜、マータフが密かにジョカスタを訪れる。世直し団は誰も恩赦のために出頭しようとしない。留守を任されたロジャーはイナゴの害から畑を守る。 |               |                                                        |                    |                                   |               |                       |
| 62 | 7             | "ロジャー・マックのバラード" "The Ballad of Roger Mac" | Stephen Woolfenden | Toni Graphia                      | 2020年3月29日 | 0.81                  |
| 1771年、トライオン総督率いるイングランド軍とマータフ率いる世直し軍はアラマンスで対峙し、ジェイミーは赤軍服を着ることを強制される。ブリアナが世直し団が負けることになる歴史を思い出し、ロジャーは世直し団に忍び込みマータフに撤退を説くが聞き入れられない。妊娠した自分の先祖モラグ・マッケンジーに再会したのち世直し団に捕らえられる。イングランド軍は圧倒的な火力で勝利する。マータフはジェイミーの目の前で撃たれ死ぬ。                                             |               |                                                        |                    |                                   |               |                       |
| 63 | 8             | "有名な最期の言葉" "Famous Last Words"                 | Stephen Woolfenden | Danielle Berrow                   | 2020年4月12日 | 0.78                  |
| 世直し団と間違えられたロジャーは絞首刑から救い出されるが失語症に陥る。トライオン総督は代償としてロジャーに土地を譲渡する。モホーク族と暮らしていたヤング・イアンがリッジに姿を現す。自殺を図るもロジャーに止められる。ロジャーは声を取り戻す。 |               |                                                        |                    |                                   |               |                       |
| 64 | 9             | "怪物と英雄" "Monsters and Heroes"                     | Annie Griffin      | Shaina Fewell                     | 2020年4月19日 | 0.84                  |
| ジェイミーは狩りの途中で毒蛇に噛まれ、ロジャーが必死に連れ帰る。ジェイミーはボネットと戦うことをロジャーに託す。傷は化膿し、クレアは脚の切断を覚悟するが、ロジャーが持ち帰った毒蛇の牙を注射器として使い、ペニシリンを与えて回復させる。森の中でマーサリが破水し、ファーガスが赤ん坊を取り上げる。 |               |                                                        |                    |                                   |               |                       |
| 65 | 10            | "悪魔に慈悲を" "Mercy Shall Follow Me"                 | Annie Griffin      | Megan Ferrell Burke               | 2020年4月26日 | 0.85                  |
| ウィルミントンでジェイミー、ロジャー、イアンはボネットをおびき寄せ、殺そうとして失敗する。ボネットは弁護士のフォーブスと謀り、息子と信じるジェレマイアの親権を奪おうとする。クレアと一緒にいたブリアナを見かけて誘拐し、島に監禁する。フォーブスはジョカスタを殺そうとしてユリシーズに殺される。フレイザー家の者たちはブリアナを救出し、溺死刑にかけられたボネットをブリアナが撃ち殺す。                                                                             |               |                                                        |                    |                                   |               |                       |
| 66 | 11            | "ジャーニーケーキ" "Journeycake"                       | Jamie Payne        | ダイアナ・ガバルドン              | 2020年5月3日  | 0.87                  |
| ブリアナとロジャーは時間旅行の能力を見せたジェレマイアを連れて20世紀に戻ろうとする。クレアはヤング・イアンに自分が未来の人間であることを打ち明ける。白人を殺したユリシーズはリッジに隠れ住む。ジョン・グレイはジェイミーの子ウィリアムが伯爵位を継ぐのを助けるためにイングランドに戻る。住民が何者かに焼き殺され、近隣住民は自警団を結成するがジェイミーは辞退する。クレアは誘拐される。                                                                             |               |                                                        |                    |                                   |               |                       |
| 67 | 12            | "愛のために" "Never My Love"                           | Jamie Payne        | Matthew B. Roberts & Toni Graphia | 2020年5月10日 | 0.86                  |
| ロジャーとブリアナは20世紀に戻れず、リッジに帰る。クレアはブラウン家に誘拐されて集団暴行を受け、20世紀からの時間旅行者のモホーク族であるウェンディゴ・ドナーと言葉を交わす。ジェイミーは救出隊を率いてクレアを救い出し、家長ライオネルを除くブラウン家を皆殺しにする。尋問のためにリッジに連行されたライオネルをマーサリが殺し、ジェイミーは遺体をブラウンズヴィルに送り届ける。                                                                                     |               |                                                        |                    |                                   |               |                       |

### シーズン6
| 通算 話数 | シーズン 話数 | タイトル                                    | 監督                    | 脚本                          | 放送日        | U.S.視聴者数 (百万人) |
| --- | ------------- | ------------------------------------------- | ----------------------- | ----------------------------- | ------------- | --------------------- |
| 68 | 1             | "時を揺らす振動" "Echoes"                   | Kate Cheeseman          | Matthew B. Roberts            | 2022年3月6日  | 0.64                  |
| アーツミュア刑務所時代、同じスコットランド人の間でも、ジェイミー率いるカトリックとトマス・クリスティー率いるプロテスタントが対立する。ジェイミーはフリーメイソンを結成し、他の囚人も加入させることで争いを回避する。 1773年のノースカロライナで、年季奉公でアメリカに来ていたトマスは、アーツミュア刑務所の囚人が歓迎されていると聞き、息子アランと娘マルヴァを連れてリッジへの入植を望む。ジェイミーの蒸留所が火事で焼け、対立するブラウン家の仕業を疑う。ブラウン家のリチャードはインディアンのせいだと主張し、警備隊を率いてヤング・イアンとアランに遭遇する。リチャードは窃盗罪でアランを告発し、罪を認めたアランにジェイミーが鞭打ちの罰を与える。ジェイミーはイギリス軍とインディアンとの仲介役となる。クレアは暴行の記憶から逃れるため、エーテルに依存する。マーサリは妊娠し、ファーガスは酒に溺れる。 |               |                                             |                         |                               |               |                       |
| 69 | 2             | "忠誠" "Allegiance"                         | Kate Cheeseman          | Steve Kornacki & Alyson Evans | 2022年3月13日 | 0.56                  |
| ジェイミーはイアンとチェロキーを訪れ、銃を求められる。来るべき独立戦争を考慮して慎重に検討する。ブリアナはイアンに、アメリカ合衆国建国後にインディアンが被る苦難を語る。イアンがモホークの妻との間に子をなしたことを知り、ジェイミーはチェロキーに武器を与えるよう総督に進言する。ファーガスとマーサリの第二子が生まれ、治療に興味を持つマルヴァがクレアを補助するが、敬虔で保守的な父親は気に入らない。葬儀で老婆がつかの間蘇生してクレアは魔女と疑われる。ブリアナはマッチを製造する。 |               |                                             |                         |                               |               |                       |
| 70 | 3             | "災いの酒" "Temperance"                     | Justin Molotnikov       | Shaina Fewell                 | 2022年3月20日 | 0.58                  |
| ジェレマイアを含む子供たちはファーガスの息子アンリ=クリスチャンが小人であるために悪魔の子と疑って川に流すもロジャーが救う。マーサリはライオネル・ブラウンを殺したことをファーガスに告白する。悲観するファーガスは酒に溺れ、自殺を図るもジェイミーに救われる。トマス・クリスティーは麻酔薬を拒否しながらクレアに手の手術を受ける。マルヴァは母が魔女として吊るされたと話す。イギリス軍からチェロキーに供与する武器が届く。ボストン茶会事件が起きる。 |               |                                             |                         |                               |               |                       |
| 71 | 4             | "狼の刻" "Hour of the Wolf"                 | Christiana Ebohon-Green | Luke Schelhaas                | 2022年3月27日 | 0.48                  |
| ブリアナはジェイミーに、チェロキーが60年後に強制移動させられる「涙の道」の運命を語る。イギリス軍がチェロキーに武器を渡す祝宴が開かれ、ヤング・イアンはモホークの知人に再会する。かつて妻が死産を繰り返し、モホークを追放された思い出がよみがえる。ヤング・イアンは妻を知人に託す。ジェイミーは他の仲介人からの非合法にインディアンの土地を買う誘いを断る。チェロキーの酋長バードに、妻と娘の見た予知夢として「涙の道」の運命を話す。クレアはマルヴァとともにエーテルを試す。 |               |                                             |                         |                               |               |                       |
| 72 | 5             | "我に自由を" "Give Me Liberty"              | Christiana Ebohon-Green | Barbara Stepansky             | 2022年4月3日  | 0.49                  |
| ジェイミーとクレアはウィルミントンに行き、ジョカスタとイネス、そしてジョン・グレイに再会する。来たる独立戦争とインディアンの運命を知るジェイミーはインディアンとの仲介人を辞任し、密かに独立派に接近する。王党派がフローラ・マクドナルドの名誉を称えて独立派の反発を招く。ジェイミーはジョン・グレイに頼み、独立派の逮捕を防ぐ。ロジャーはリッジに越して来た若い未亡人の世話をかいがいしく行って噂を立てられる。ブリアナは妊娠する。マルヴアは密かに魔術を試す。 |               |                                             |                         |                               |               |                       |
| 73 | 6             | "激流の中へ" "The World Turned Upside Down" | Justin Molotnikov       | Toni Graphia                  | 2022年4月10日 | 0.53                  |
| リッジでは赤痢が流行る。クレアとトマス・クリスティーが別の同じ病気に倒れ回復してクレアは興味を持つ。クリスティー家がフレイザー家を訪れ、マルヴァはジェイミーの子を身ごもっていると嘘をつく。ジェイミーとロジャーが大陸会議に出かけている間に、噂がリッジ中に広がる。ヤング・イアンがマルヴァと寝たことがあると告白する。クレアは家の前でマルヴァの死体を見つけ、帝王切開で胎児を救おうとする。 |               |                                             |                         |                               |               |                       |
| 74 | 7             | "棒と石" "Sticks and Stones"                | Jamie Payne             | Danielle Berrow               | 2022年4月24日 | 0.47                  |
| マルヴァと胎児は死に、クレアとジェイミーは疑いの目で見られる。クレアは犯人だと責めるライオネルの幻を見て気がおかしくなりそうになるも、ジェイミーに告白して救われる。ロジャーが牧師を務め、葬儀と埋葬が行われる。リジーは妊娠し、ビアズリーの双子を同じく愛し、どちらが父親かわからないと告白する。ジェイミーはくじで双子の一人を夫に選び、もう一方を出産までリッジから追放する。 |               |                                             |                         |                               |               |                       |
| 75 | 8             | "裁きへの道" "I Am Not Alone"               | Jamie Payne             | Luke Schelhaas                | 2022年5月1日  | 0.44                  |
| リチャード・ブラウン率いる安全委員会がマルヴァ殺しでクレアを逮捕に来る。ジェイミーとクレアは大規模な衝突を避けるために、逮捕を受け入れて法廷に護送され、トマス・クリスティーも同行する。だが独立運動の混乱でソールズベリーの法廷は閉鎖され、二人は遠いウィルミントンに向かわされる。途中で二人は引き離され、クレアはウィルミントンの牢に入る。ジェイミーはスコットランドに船で送還されそうになるも、ヤング・イアンとバード率いるインディアンが救出する。旅行中のロジャーとブリアナは、ジェレマイアがロジャーの子であることを確信する。 |               |                                             |                         |                               |               |                       |

### シーズン7
| Part |   |                                                           |               |                          |               |       |
| 76 | 1 | "命をもって" "A Life Well Lost"                           | Lisa Clark    | Danielle Berrow          | 2023年6月16日 | 0.387 |
| ノースカロライナは反乱のさなかにある。 ウィルミントンでクレアは牢に入れられ、反乱のために開催の見通しの立たない裁判を待つ。連れ出されて船に乗り、妊娠した総督夫人を診察する。トマスが船に来て、実は兄弟と妻の不貞の子であり魔女のマルヴァを殺したのは自分であると虚偽の自白をし、クレアは釈放される。牧師の修行中のロジャーは大陸軍の捕虜の中に時間旅行者のウェンディゴ・ドナーを見つける。 |   |                                                           |               |                          |               |       |
| 77 | 2 | "地上で一番幸せな場所" "The Happiest Place on Earth"      | Lisa Clark    | Toni Graphia             | 2023年6月23日 | 0.301 |
| リッジに戻ったクレアの前にアランが現れ、妹マルヴァを妊娠させて殺したと告白する。ヤング・イアンが射殺して死体を埋める。ロジャーとブリアナはリッジに戻る。クレアは孫娘マンディに深刻な心臓疾患があることに気づく。娘の治療のため、ロジャーとブリアナは20世紀に戻ることに決める。一家は近くの巨石に旅する途中、ウィルミントンでジョン・グレイ卿と、その息子だが実はジェイミーの実子である、イギリス軍を指揮するウィリアム(ウィリー)・ランサム伯爵に出くわす。ブリアナ、ロジャー、ジェレマイア、マンディは未来へ旅し、ジェイミーとクレアはリッジに戻る。ある日、ウェンディゴ・ドナーが仲間とともにリッジに来て宝石を探して家を荒らす。エーテルが漏れて爆発が起きる。 |   |                                                           |               |                          |               |       |
| 78 | 3 | "招かざる死" "Death Be Not Proud"                         | Jacquie Gould | Tyler English-Beckwith   | 2023年6月30日 | 0.237 |
| ジェイミーとクレアは爆発を生き延びるも家は焼け落ちる。ジェイミーは焼け跡から見つけた金塊のことで元ジャコバイトでリッジに住むアーチ―・バグを問い詰める。アーチ―はジャコバイトの金の一部を埋めて少しずつ使っていたと告白する。その夜、ヤング・イアンは金を掘り出そうとするバグ夫人を殺してしまう。アーチ―・バグは復讐を誓ってリッジを去る。アメリカ独立戦争が始まる前に、ジェイミーはヤング・イアンをスコットランドのラリーブロッホに連れ帰って姉ジェニーとの約束を果たそうとする。ジェイミーは新しく家を建てる土地を決め、クレアとともに金塊を隠す。20世紀に戻ったロジャーとブリアナはマンディを治療してもらう。ジェイミーとクレアからの200年前の手紙の束を受け取る。最初の手紙を読み、自分たちが歴史を変えて両親は火災を生き延びたと知る。ラリーブロッホに行き、売りに出ていると聞かされる。 |   |                                                           |               |                          |               |       |
| 79 | 4 | "人を不愉快にする女" "A Most Uncomfortable Woman"         | Jacquie Gould | Marque Franklin-Williams | 2023年7月7日  | 0.441 |
| スコットランドに向かう途中、ジェイミーは将校として大陸軍に強制徴用される。クレアも看護婦として従軍し、ヤング・イアンはインディアンの援軍を得るために南へ向かう。クレアは解放されていたトマスに出くわし、クレアを愛するために虚偽の自白をしたと聞かされる。ウィリーはイギリス軍のスパイに手紙を渡す旅の途中で怪我をし、ヤング・イアンに助けられて医者のハンター兄妹に託される。大陸軍に加わろうとする兄妹の知人がスパイであると知る。1970年代、ロジャーとブリアナはラリーブロッホを買い、改築費用を出すためにブリアナは職に就く。 |   |                                                           |               |                          |               |       |
| 80 | 5 | "タイコンデローガ砦" "Singapore"                          | Tracey Deer   | Taylor Mallory           | 2023年7月14日 | 0.325 |
| ヤング・イアンはタイコンデローガ砦の大陸軍からモホーク族へ使者に赴き、元妻と息子に会って戻る。ウィリーとハンター兄妹は一夜の宿を提供されるも家人に襲われる。ハンター兄妹はタイコンデローガ砦に入り、ヤング・イアンに再会しクレアに会う。ウィリーはスパイに会う旅を続ける。ジェイミーは近隣の山から砦への砲撃の危険性を主張するも上官に無視される。実際にイギリス軍が山を奪取し、大陸軍は砦を放棄する。1970年代、ブリアナとジェレマイアはそれぞれ職場のトンネルと学校で意地悪に会う。何者かがラリーブロッホ周辺をうろつく。 |   |                                                           |               |                          |               |       |
| 81 | 6 | "ぶつかり合う潮流" "Where the Waters Meet"                | Tracey Deer   | Sarah H. Haught          | 2023年7月21日 | 0.332 |
| ウィリーは大陸軍が撤退した砦に入り、上官に手紙配達の失敗を報告する。捕らえられていたクレアと、潜入していたヤング・イアンに再会し、二人の脱出を見逃す。ジェイミーは射撃の腕を認められてダニエル・モーガンの狙撃隊に入る。20世紀、ロジャーはブリアナの閉じ込められたトンネルが巨石を結ぶレイライン上にあると気づく。うろついていた男を捕らえる。 |   |                                                           |               |                          |               |       |
| 82 | 7 | "時間旅行の手引き" "A Practical Guide for Time-Travelers" | Joss Agnew    | Margot Ye                | 2023年7月28日 | 0.380 |
| 18世紀、第一次サラトガの戦いが始まり、ジェイミーとウィリーはそれぞれの側で戦いに加わる。ジェイミーの又従兄のサイモン・フレイザーもイギリス軍の准将として戦いに加わる。20世紀、ラリーブロッホ周辺をうろついていた男は、かつて18世紀のアメリカでロジャーを絞首刑にかけようとしたバック・マッケンジーだとわかる。バックはスコットランドで巨石によりたまたま時間旅行をしてきたと語る。ロジャーは、バックがモラグの夫であり自分の祖先であると知る。ブリアナの部下のロブ・キャメロンがクレアからの手紙を盗み見し、ジェレマイアを連れて巨石に消える。 |   |                                                           |               |                          |               |       |
| 83 | 8 | "ターニングポイント" "Turning Points"                     | Joss Agnew    | Luke Schelhaas           | 2023年8月11日 | 0.334 |
| 18世紀、クレアは戦場で負傷したジェイミーを見つけて治療する。ヤング・イアンはレイチェルにキスをする。クレアは、やがて悪名高い裏切者となるベネディクト・アーノルドに会う。ジェイミーとヤング・イアンは独立戦争のターニングポイントとなる第二次サラトガの戦いに参加する。ジェイミーはサイモンの最期を看取り、ウィリーに再会する。イギリス軍の降伏の条件の一つとして、ジェイミー、クレア、ヤング・イアンはサイモンの遺体を運んでスコットランドに戻ることになる。20世紀、ブリアナはロブが手紙に書かれていた金塊を探すため、アメリカ大陸に行きジェレマイアに案内させるつもりだと思い当たる。バックとロジャーはジェレマイアを連れ戻すために巨石を通って18世紀に行く。 |   |                                                           |               |                          |               |       |

## 受賞
| 年   | テレビドラマ賞                                 | 賞                                                     | 対象                                                    | 結果       |
| ---- | ---------------------------------------------- | ------------------------------------------------------ | ------------------------------------------------------- | ---------- |
| 2015 | プライムタイム・エミー賞クリエイティブ・アーツ | 作曲賞(ドラマシリーズ部門)                             | Bear McCreary                                           | ノミネート |
| 2016 | 第73回ゴールデングローブ賞                     | 作品賞（ドラマ）                                       |                                                         | ノミネート |
| 2016 | 第73回ゴールデングローブ賞                     | 主演女優賞（ドラマ）                                   | カトリーナ・バルフ                                      | ノミネート |
| 2016 | 第73回ゴールデングローブ賞                     | 助演男優賞                                             | トビアス・メンジーズ                                    | ノミネート |
| 2016 | プライムタイム・エミー賞クリエイティブ・アーツ | 衣装賞 歴史劇/ファンタジー/ミニシリーズ/テレビ映画部門 | Terry Dresbach, Elle Wilson, Nadine Powell and Anna Lau | ノミネート |
| 2016 | プライムタイム・エミー賞クリエイティブ・アーツ | プロダクション・デザイン賞 歴史劇部門                  | Jon Gary Steele, Nicki McCallum and Gina Cromwell       | ノミネート |
| 2017 | 第74回ゴールデングローブ賞                     | 主演女優賞（ドラマ）                                   | カトリーナ・バルフ                                      | ノミネート |
| 2018 | 第75回ゴールデングローブ賞                     | 主演女優賞（ドラマ）                                   | カトリーナ・バルフ                                      | ノミネート |
| 2019 | 第76回ゴールデングローブ賞                     | 主演女優賞（ドラマ）                                   | カトリーナ・バルフ                                      | ノミネート |

## スピンオフ
2022年2月、前日譚のドラマシリーズが企画されていることが明らかになった。2022年5月、シリーズがジェイミー・フレイザーの両親に焦点を当てると公表された。2022年8月、シリーズのタイトルが"Blood of My Blood"になることが明らかになった